# Kanton Kani-Kéli
Der Kanton Kani-Kéli ist ein ehemaliger Kanton im französischen Übersee-Département Mayotte, der von 1977 bis 2015 bestand und genau das Gebiet der Gemeinde Kani-Kéli umfasste. Vertreter im Generalrat von Mayotte war von 2004 bis 2015 Ahmed Attoumani Douchina.